# Wilfried David
Wilfried David (Bruges, 22 febbraio 1946 – Wingene, 15 giugno 2015) è stato un ciclista su strada belga.
Professionista dal 1968 al 1976, vinse una tappa al Tour de France e una alla Vuelta a España.
È morto nel 2015 all'età di 69 anni a seguito di un incidente stradale nel quale è deceduta anche la moglie.

## Carriera
Si mise in luce nel 1968 quando, professionista da poco, riuscì ad aggiudicarsi la classifica finale del Giro del Belgio e una tappa alla Parigi-Nizza. Le stagioni successive non lo videro però confermare questi buoni risultati e ottenne solo qualche affermazione in kermesse e circuiti in Belgio, oltre a un paio di piazzamenti in tappe del Tour de France e del Tour de Suisse. Tornò protagonista nel 1971, quando alla Vuelta a España riuscì ad aggiudicarsi una tappa e a chiudere secondo nella classifica generale, a meno di un minuto dal vincitore, il connazionale Ferdinand Bracke. Nel 1972 vinse solo una tappa al Tour de Suisse.
Tornò ad affermarsi nel 1973 con cinque vittorie tra cui il Tour de Romandie e la quindicesima tappa al Tour de France.

## Palmarès
- 1968

Giro del Belgio
7ª tappa Parigi-Nizza (Marignane > Tolone)
- 1971

14ª tappa Vuelta a España (Marignane > Tolone)
- 1972

7ª tappa Tour de Suisse (Schaan > Pfäffikon)
- 1973

4ª tappa, 2ª semitappa Tour de Romandie
Classifica generale Tour de Romandie
15ª tappa Tour de France (Pau > Fleurance)
6ª tappa, 1ª semitappa Critérium du Dauphiné Libéré
- 1976

5ª tappa Tour Méditerranéen

## Piazzamenti

### Grandi giri
- Tour de France

1968: ritirato (12ª tappa)
1969: 27º
1971: ritirato (14ª tappa)
1972: 41º
1973: 74º
1974: ritirato (11ª tappa)
1975: ritirato (11ª tappa)
- Vuelta a España

1971: 2º

### Classiche
- Milano-Sanremo

1968: 104º
1970: 68º
- Giro delle Fiandre

1972: 23º
1974: 25º
1975: 24º
- Parigi-Roubaix

1971: 29º
- Liegi-Bastogne-Liegi

1968: 40º
1973: 22º
1974: squalificato